# Котиково (посёлок железнодорожной станции, Хабаровский край)
В Вяземском районе также есть село Котиково
Ко́тиково — посёлок при станции Дальневосточной железной дороги в Вяземском районе Хабаровского края России.

## География
Дорога к станционному посёлку Котиково идёт юго-запад от автотрассы «Уссури» и села Котиково.
От пос. Котиково на запад идёт дорога к селу Виноградовка, а на юго-запад — к селу Кедрово.
Расстояние до административного центра Вяземского района города Вяземский (через село Котиково на север по трассе «Уссури») около 26 км.

## Население
| 2002 | 2010 | 2011 | 2012 | 2021 |
| ---- | ---- | ---- | ---- | ---- |
| 56   | ↘51  | →51  | ↗52  | ↘32  |

Жители работают на железнодорожной станции Котиково.